# Hypocacculus phasanicus
Hypocacculus phasanicus är en skalbaggsart som först beskrevs av Henri de Peyerimhoff 1945.  Hypocacculus phasanicus ingår i släktet Hypocacculus och familjen stumpbaggar. Inga underarter finns listade i Catalogue of Life.